# Llista de Creus de Sant Jordi/1984/Persones

#### Persones
Informació actualitzada per un bot. Els canvis manuals es perdran quan s'actualitzi!
| Persona                            | Wikidata  | Descripció                                                          | Ocupació                                                               | Imatge |
| ---------------------------------- | --------- | ------------------------------------------------------------------- | ---------------------------------------------------------------------- | ------ |
| Maria del Mar Bonet                | Q237042   | cantant mallorquina                                                 | cantautor músic                                                        |        |
| Jordi Carbonell i de Ballester     | Q593330   | polític i lingüista català (1924-2016)                              | lingüista professor d'universitat filòleg polític professor de català  |        |
| Jaume Aragall i Garriga            | Q701353   | cantant d'òpera català                                              | cantant d'òpera                                                        |        |
| Ermengol Passola i Badia           | Q3056730  |                                                                     | empresari activista cultural                                           |        |
| Teresa Pàmies i Bertran            | Q3129983  | escriptora, periodista i activista catalana (1919-2012)             | escriptor periodista activista polític biògraf                         |        |
| Josep Ferrater i Mora              | Q3312861  | filòsof i escriptor                                                 | filòsof catedràtic escriptor                                           |        |
| Basilio Losada Castro              | Q3393619  | filòleg                                                             | catedràtic traductor crític literari romanista professor d'universitat |        |
| Ramón Piñeiro López                | Q3394407  | escriptor, assagista i polític gallec                               | polític escriptor filòsof                                              |        |
| Mary Santpere                      | Q3754320  | actriu i vedet catalana                                             | actor humorista vedet                                                  |        |
| Oriol Martorell i Codina           | Q4894811  | director de coral, pedagog, catedràtic en història i polític català | director de cor polític editor                                         |        |
| Artur Bladé i Desumvila            | Q8205879  | escriptor i periodista català (1907-1995)                           | escriptor periodista poeta                                             |        |
| Josep Maria Gavín i Barceló        | Q9013208  | fotògraf català                                                     | fotògraf                                                               |        |
| Marià Villangómez Llobet           | Q9029257  | poeta i traductor eivissenc                                         | escriptor militar poeta                                                |        |
| Francesc Esteve i Gàlvez           | Q11681916 |                                                                     | historiador arqueòleg                                                  |        |
| Cèsar Pi-Sunyer i Bayo             | Q11916407 | bioquímic català                                                    | professor d'universitat bioquímic químic escriptor farmacèutic         |        |
| Jaume Aymà i Mayol                 | Q11927231 |                                                                     | empresari traductor editor professor de català                         |        |
| Jaume Pi i Figueras                | Q11927339 |                                                                     | metge cirurgià                                                         |        |
| Joaquim Ventalló i Vergés          | Q11928132 | periodista, traductor i escriptor català                            | traductor periodista escriptor                                         |        |
| Josep Deloncle                     | Q11928546 | folklorista, activista cultural i polític nord-català               | folklorista activista cultural activista polític escriptor farmacèutic |        |
| Josep Espar i Ticó                 | Q11928557 | empresari, polític i activista cultural català                      | empresari polític activista cultural                                   |        |
| Josep Esteve i Soler               | Q11928562 | empresari català del sector farmacèutic                             | empresari farmacèutic                                                  |        |
| Maria del Carme Gelonch i Tutusaus | Q11935502 |                                                                     |                                                                        |        |
| Miquel Arimany i Coma              | Q16169798 | editor i escriptor català                                           | empresari editor escriptor traductor                                   |        |
| Carme Serrallonga i Calafell       | Q16543544 | pedagoga i traductora catalana                                      | traductor pedagog                                                      |        |
| Teodor Garriga i Osca              | Q17189301 | periodista català                                                   | periodista                                                             |        |
| Joaquim Muns i Albuixech           | Q17315301 |                                                                     | polític economista catedràtic                                          |        |
| Joan Pelegrí i Partegàs            | Q19299963 | Metge, historiador i pedagog català (1910-1998)                     | metge pedagog historiador escriptor                                    |        |
| Joan Rocamora i Cuatrecasas        | Q19299992 | metge                                                               | metge                                                                  |        |
| Lluís Virgili i Farrà              | Q19300895 | linotipista, director musical i pedagog català                      | polític pedagog director musical linotipista                           |        |
| Pere Seras i Isern                 | Q19301579 |                                                                     |                                                                        |        |